# 李貫 (建文進士)
李貫（14世纪—1410），江西吉安府（今吉水）人，明朝探花、官员。

## 生平

### 建文
江西癸酉鄉試第七名舉人。建文二年（1400年），李貫中式庚辰科一甲第三名進士（探花），该科一甲前三名（状元胡靖、榜眼王敬止、探花李貫）均为江西吉安府人。由此担任建文帝近臣，在燕王朱棣於靖難之役攻破南京后归降。

### 永樂
朱棣即位後，取建文時群臣奏摺一千多件，命解縉等人整理，涉及軍事、農業、錢糧之事的留下，而言語冒犯過燕王及其他的都燒掉，以安羣臣之心。朱棣舒緩悠閑地問李貫、解縉等說：「你們應該都上過書講我罷？」眾人都不回答，只有李貫叩首說：「臣確實沒有。」朱棣竟然生氣地說：「你認為沒有是好的嗎？拿俸祿就要做事，當國家危急之時作為近臣卻甚麼建議都沒有，這樣是可以的嗎？朕特別討厭那些引誘建文帝破壞祖宗法度、擾亂朝政的人。」後改任中允，又因為解縉得罪，遭到連坐，死於獄中。臨死前歎曰：「我愧對王敬止啊。」而王敬止早已在靖難之役自行身殉。